# Pals
Pals település Spanyolországban, Girona tartományban. Pals Torroella de Montgrí, Begur, Regencós, Torrent, Palau-sator és Fontanilles községekkel határos. Lakosainak száma 2556 fő (2024).

## Népesség
A település népessége az elmúlt években az alábbi módon változott:
| Lakosok száma | 480  | 1384 | 1483 | 1666 | 1689 | 2261 | 2799 | 2533 | 2411 | 2556 |
|               | 1717 | 1887 | 1936 | 1960 | 1986 | 2004 | 2009 | 2014 | 2019 | 2024 |